# Reservas naturais estrictas da Argentina
As reservas naturais estritas na Argentina se referem a áreas de reserva custodiadas por parques nacionais. Nas reservas rege a proibição de toda e qualquer atividade que modifique as características naturais, como o uso extrativo de recursos naturais, a introdução de flora e fauna exótica que não habite a região, caça, pesca, assentamentos humanos e acessos de veículos.
Salvo que às vezes pode se permitir alguns grupos limitados, com autorização prévia e com propósitos científicos o educativos.

## Lista de reservas Naturais Estritas da Argentina
- Reserva Natural Estricta San Antonio
- Reserva Natural Estricta Colonia Benítez
- Reserva Natural Estricta Otamendi